# Station Schwäbisch Gmünd
Station Schwäbisch Gmünd is een spoorwegstation in de Duitse plaats Schwäbisch Gmünd. Het station werd in 1861 geopend.